# Antanas Burinskas
Antanas Burinskas (* 3. Juni 1965 in Vidgiriai, Rajongemeinde Vilkaviškis) ist ein litauischer Politiker, ehemaliger Vizeminister und Bürgermeister.

## Leben
Nach dem Abitur 1983 an der Mittelschule Gražiškiai bei Vilkaviškis absolvierte Burinskas 1983 die  21. Technik-Berufsschule Vilnius und arbeitete als Radio-Apparatur-Monteur.
Von  2007 bis 2010 absolvierte er das Berufsbachelor-Studium des Business Management am Kolleg Marijampolė und von 2010 bis 2012 das Bachelorstudium des Business Management und Administration an der Kauno technologijos universitetas in Kaunas.
Er war Direktor seines Unternehmens Antano Burinsko firma. 2007 war er Bürgermeister der Gemeinde Kalvarija und damit erstes Darbo-partija-Mitglied in dieser Position. Ab 2007 arbeitete er im Unternehmen UAB „Vilaneta“. Seit 2007 ist er Mitglied im Gemeinderat Kalvarija. Ab Juli 2016 war er stellvertretender Sozialminister Litauens als  Stellvertreter von Algimanta Pabedinskienė im Kabinett Butkevičius.

## Familie
Burinskas ist verheiratet. Mit seiner Frau Vilija hat er die Tochter Gerda und den Sohn Gytis.